# باراوا
باراوا (به عربی: باراوا) یک منطقهٔ مسکونی در سومالی است که در Baraawe District واقع شده‌است. باراوا ۴۲٬۸۰۰ نفر جمعیت دارد و هم سطح دریا واقع شده‌است.